# National Toy Hall of Fame
El National Toy Hall of Fame és un rànquing de les joguines més influents de la modernitat que té el museu The National Museum of Play té per mostrar-les situat a Nova York. La llista de joguines incloses, elaborada per experts nord-americans i centrada en aquest mercat, és la següent:
- Barbie
- Colors Crayola
- Erector Set (joc de construcció)
- Telesketch
- Frisbee
- Hula hoop
- Fitxes Lego
- Lincoln Logs
- Bales
- Monopoly
- Play-Doh
- Radio Flyer (tipus de carretó)
- Patins
- Ós de peluix
- Tinkertoy
- View-Master
- Io-io
- Bicicleta
- Tabes
- Corda de saltar
- Mr. Potato Head
- Molla Slinky
- Silly Putty
- Camions Tonka
- Puzzle
- Raggedy Ann (nina)
- Dames
- Ninots de G.I. Joe
- Cavallet balancí
- Scrabble
- Candy Land (joc de taula)
- Trens Lionel
- Caixa de cartró (joc)
- Pal (joc)
- Atari 2600
- Estel
- Monopatí
- Pilota
- Game Boy